# İslâm al III-lea Ghirai

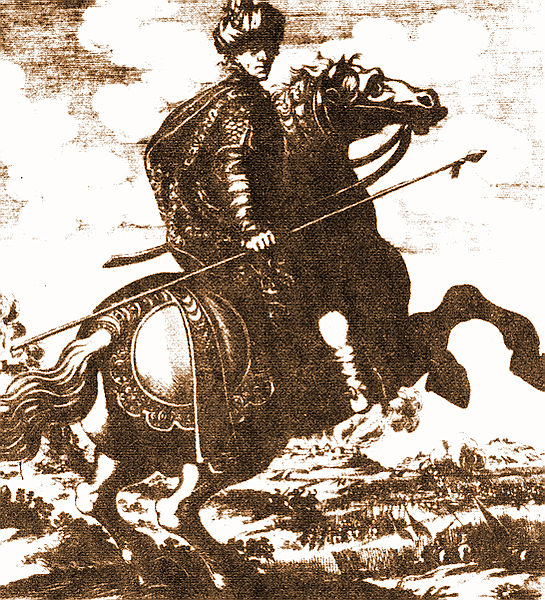
İslâm al III-lea Giray

İslâm al III-lea Ghirai, Islam Han Ghirai (în tătara crimeeană: ۳اسلام كراى, III İslâm Geray) (n. 1604 – d. 10 iulie 1654) a fost han al Hanatul Crimeii din 1644 până la moartea sa.
În tinerețe, în timpul războaielor cu Rzeczpospolita Polono – Lituaniană, İslâm a căzut prizonier în 1629 și a petrecut șapte ani (1629 – 1636) în Polonia. După eliberarea sa pentru o răscumpărare consistentă, s-a stabilit în Imperiul Otoman. În 1644 s-a reîntors în Crimeea și, sprijinit de sultanul otoman Ibrahim I a preluat tronul de la fratelel său, Mehmed al IV-lea. 
Una dintre cele mai importante trăsături ale domniei lui İslâm al III-lea a fost pacea internă pe care a impus-o, punând capăt luptelor dintre diferitele clanuri rivale tătare. El a încercat o reformare a societății tătare, prin provomarea persoanelor valoroase, care aduceau servicii hanului, fără luarea în seamă a ascendenței nobile a acestora. A dovedit mult tact, reușind să înfăptuiască reforme fără iritarea nobilimii locale. Hanul s-a făcut cunoscut prin generozitatea de care a dat dovadă, el refăcând clădiri publice, fântâni și apeducte din veniturile personale. 
În 1648 s-a aliat cu liderul cazacilor răsculați împotriva polonezilor, Bogdan Hmelnițki. Mai târziu, după semnarea Tratatului de la Pereiaslav, hanul a schimbat alianțele, luptând alături de Rzeczpospolita împotriva Țaratului Rusiei. El a murit la scurtă vreme după aceasta când, conform legendei, a fost asasinat de concubina sa de origine căzăcească. După alte surse, a murit de boală.